# 切列齊克
51°52′2″N 31°20′28″E / 51.86722°N 31.34111°E
切列齊克（烏克蘭語：Черецьке），是烏克蘭北部的村莊，隸屬切爾尼希夫州的切爾尼希夫區。該村面積0.62平方公里，海拔高度146米，2001年人口80，人口密度每平方公里129人。